# Cappella di San Giovanni Battista (Genova)

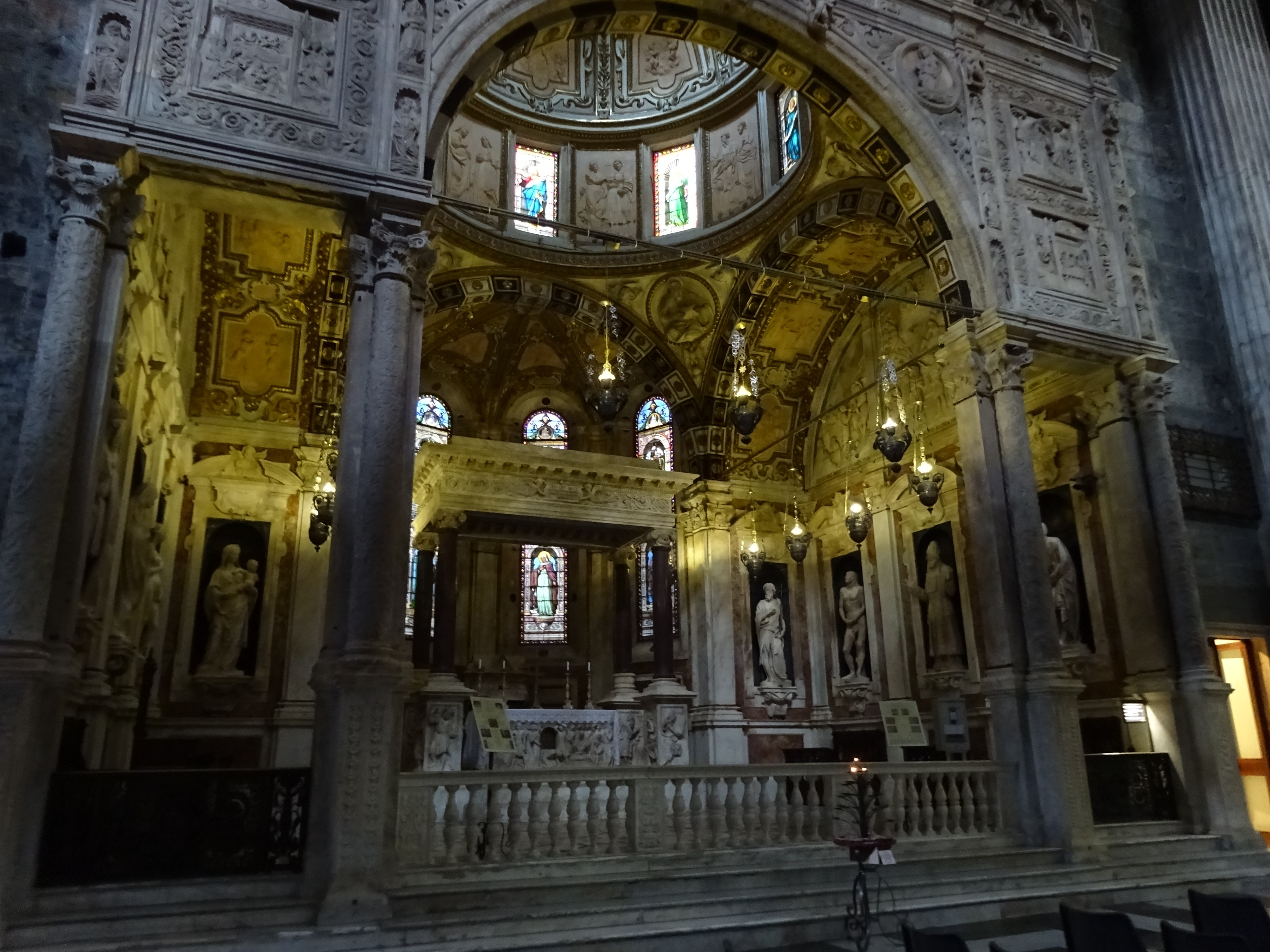
La cappella.

La cappella di San Giovanni Battista è un vasto e ricco ambiente laterale della navata sinistra della cattedrale di San Lorenzo di Genova. Fu commissionata dalla Confraternita di San Giovanni Battista a partire dal 1448 per ospitare le reliquie del patrono della città, che, secondo la tradizione, erano state portate da Mira, in Asia Minore, a Genova nel 1098 - 1099 da Guglielmo Embriaco.
La struttura fu progettata e realizzata tra il 1450 e il 1460 da Domenico Gagini da Bissone, scultore ticinese allievo di Filippo Brunelleschi, che vi lavorò insieme al nipote Elia Gagini.

## Il prospetto

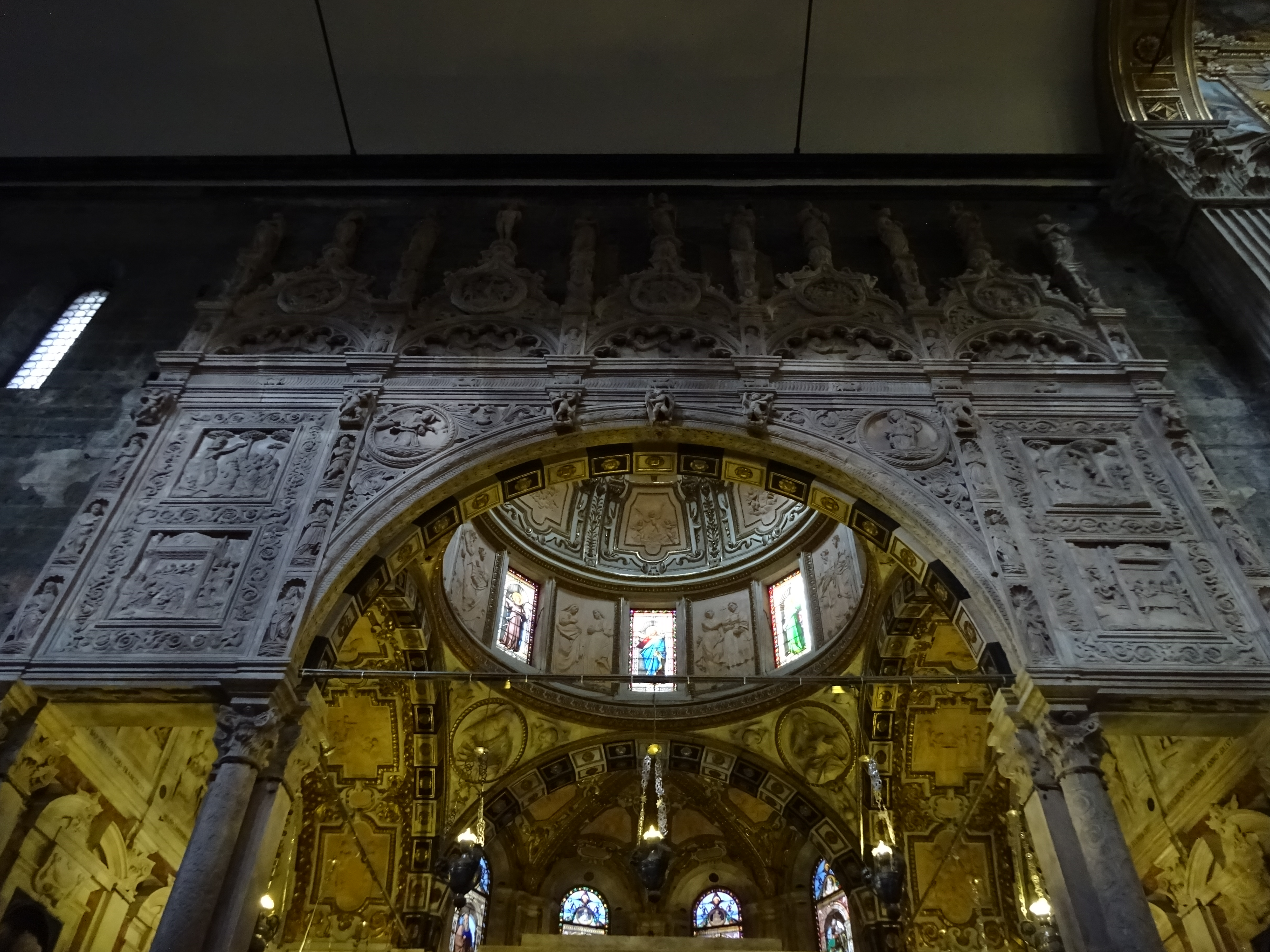
Il portale della cappella.

Il prospetto della cappella verso la navata è formato da una serliana marmorea riccamente decorata. Le formelle al di sopra dei fornici laterali presentano quattro bassorilievi con scene della vita di San Giovanni: il riquadro inferiore di sinistra raffigura la Nascita di San Giovanni Battista e sopra di esso si trova una scena della Predicazione del Precursore. Il riquadro superiore di destra raffigura Gesù inginocchiato mentre riceve il battesimo nel fiume Giordano. L'ultima formella è divisa in due parti che mostrano rispettivamente il Banchetto di re Erode, episodio allietato dalla danza di Salomè e dalla Decapitazione del Battista.
Al centro, sui rinfianchi dell'arco a tutto sesto, sono inseriti due tondi in bassorilievo raffiguranti l'Arcangelo Gabriele (o Angelo Annunciante) e Maria (o Vergine Annunciata), ispirati all'episodio biblico dell'Annunciazione. La parte superiore del portale presenta cinque lunette con altorilievi di Evangelisti e Padri della Chiesa e scene dell'Incoronazione della Vergine. Sopra di esse sono collocati altrettanti tondi raffiguranti scene della vita di San Giorgio, San Sebastiano, San Giovanni, San Lorenzo e San Siro - santi protettori della città di Genova. Completano il coronamento le statue dei medesimi intervallate dalle figure allegoriche delle virtù teologali e cardinali: Fede, Speranza, Carità, Fortezza, Temperanza e Prudenza.

## L'interno

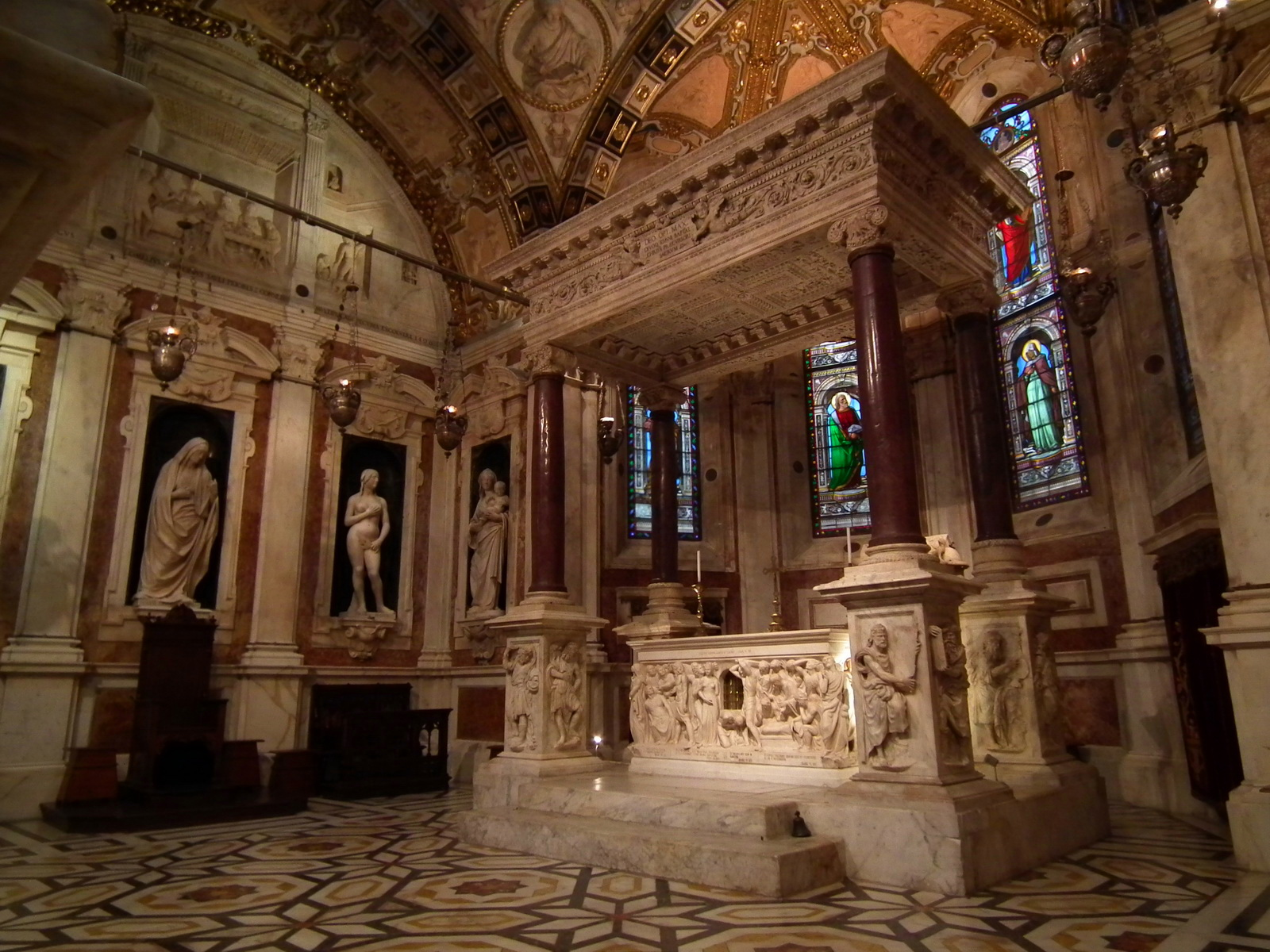
Veduta dell'interno.

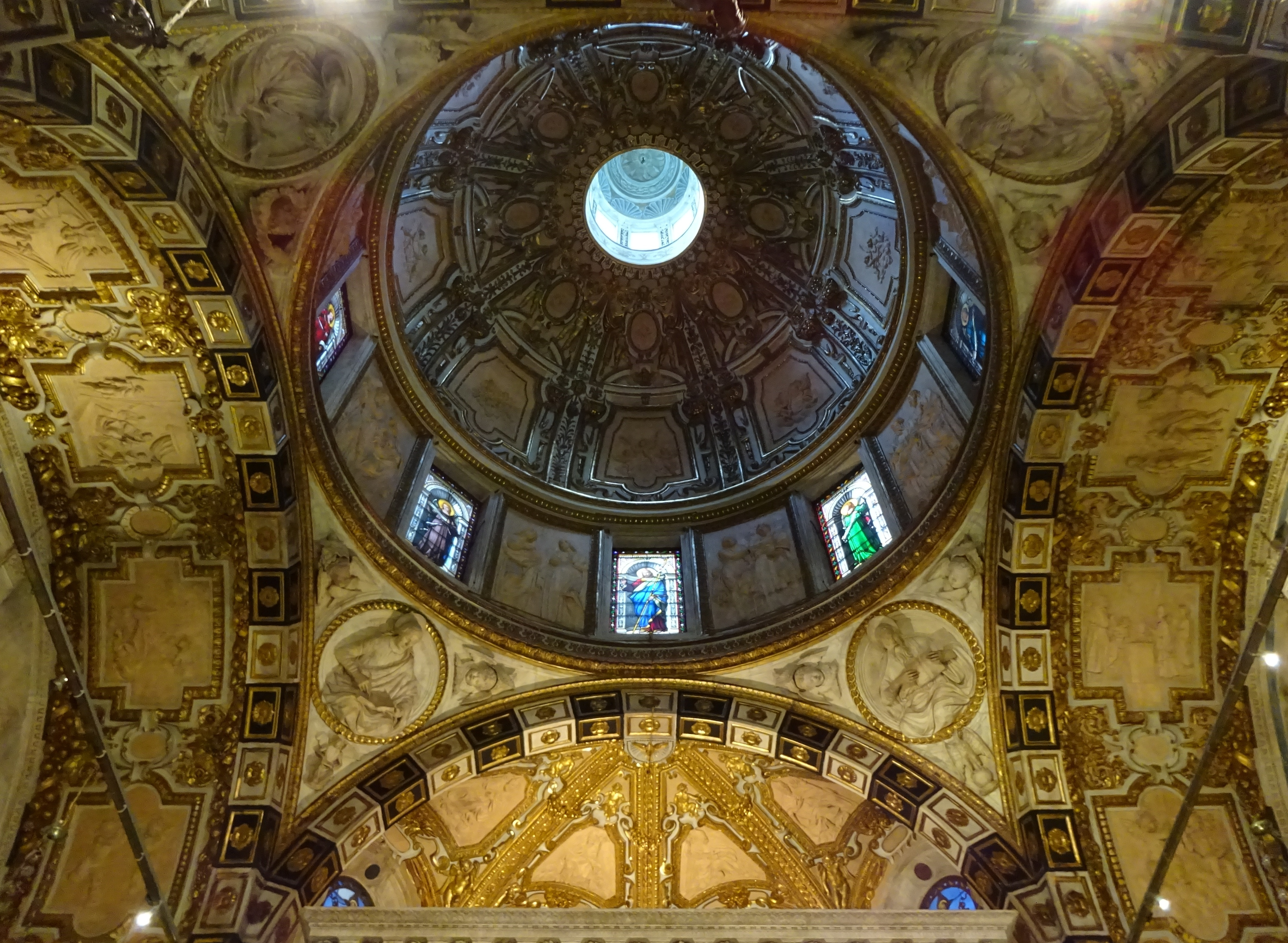
La cupola della cappella con i medaglioni degli evangelisti.

Internamente la cappella è formata da un unico ambiente rettangolare, dotato di un'abside a metà del lato opposto al portale e sormontato da una cupola, al centro del quale si trova un baldacchino marmoreo e sotto di esso l’altare.
La decorazione interna, che inizialmente doveva comprendere alcuni affreschi di Vincenzo Foppa realizzati negli anni settanta del quindicesimo secolo, fu affidata nel 1492 a Giovanni d’Aria, architetto e scultore lombardo originario della Val d'Intelvi attivo a Genova insieme ai fratelli Michele e Bonino.
La decorazione marmorea comprende otto statue – tre lungo il lato sinistro della cappella, tre lungo il lato destro e due ai lati dell'altare – due grandi lunette situate al di sopra delle statue e quattro medaglioni raffiguranti gli evangelisti posti nei pennacchi della cupola.
Le statue di sinistra raffigurano, in senso orario, il profeta Isaia, Santa Elisabetta madre del Battista ed Eva. Le statue di destra formano delle coppie con le rispettive del lato opposto e vi si trovano Adamo (di fronte ad Eva), Zaccaria padre del Battista di fronte a Santa Elisabetta e il profeta Abacuc di fronte a Isaia. Tutte e sei le statue furono realizzate negli ultimi anni del quindicesimo secolo dallo scultore toscano Matteo Civitali.
Le due nicchie a sinistra e a destra dell’altare sono occupate rispettivamente dalle statue della Madonna col Bambino e di San Giovanni, entrambe realizzate da Andrea Sansovino nel 1503.

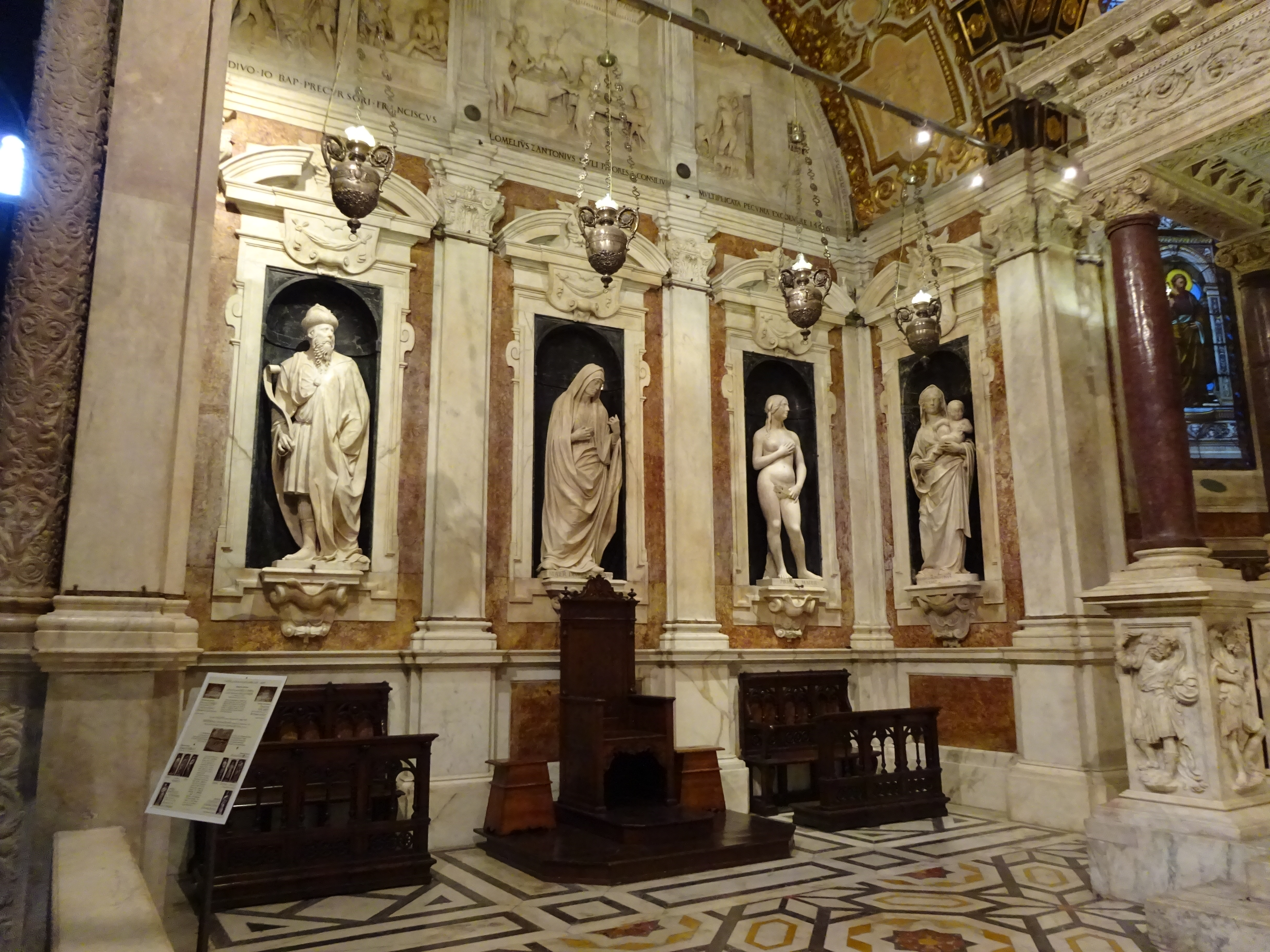
Le statue di sinistra: il profeta Isaia, Santa Elisabetta, Eva e la Madonna col Bambino.

Al di sopra delle statue lungo i lati della cappella si trovano due grandi lunette in marmo, divise verticalmente in tre, raffiguranti scene della vita di San Giovanni. La lunetta di sinistra fu realizzata nel 1496 da Giovanni d’Aria con la collaborazione dei fratelli Michele e Bonino e mostra al centro il banchetto di Erode e lateralmente il martirio e la sepoltura del Battista. La lunetta opposta, attribuita al collaboratore di Giovanni d’Aria Girolamo Viscardi, raffigura la predicazione del Battista, il battesimo di Gesù e i discepoli che assistono al battesimo.
Le scritte al di sotto delle lunette ricordano i committenti che finanziarono gli interventi nella cappella nel 1496 e nel 1604.
I medaglioni con gli evangelisti alla base della cupola sono attribuiti ai fratelli d’Aria, mentre il baldacchino sopra l’altare, in marmo con colonne di porfido rosso, fu realizzato tra il 1532 e il 1541 dallo scultore lombardo Giovanni Giacomo Della Porta insieme al nipote Guglielmo Della Porta e a Niccolò da Corte.
Nel 1604, come ricorda l'iscrizione sotto la lunetta di destra, furono finanziati nuovi lavori nella cappella e realizzata la decorazione con stucchi dorati della cupola e della volta. La cappella è completata dalla balaustra in marmo che la separa dalla navata della chiesa, realizzata nel 1848 dallo scultore genovese Michele Canzio, e dall'altare in marmo con scene della vita del Battista opera nel 1950 di Guido Galletti, scultore di cui nella cattedrale sono conservati anche un monumento al cardinale Boetto e un gruppo statuario raffigurante San Giuseppe e Gesù giovinetto. Dietro l'altare, su un basamento, si trova l'arca marmorea duecentesca che conservava le ceneri del Battista, opera di uno degli scultori francesi che intorno al 1225 lavorarono ai tre portali di facciata della cattedrale.